# Улицы Вологды
Улицы Вологды — улично-дорожная сеть, сформированная на территории города Вологды
Вдоль берегов реки Вологды расположены набережные: Пречистенская и VI армии. Основными магистралями, ведущими из центра города и выводящими на междугородние трассы, являются улица Чернышевского (архангельское направление), улица Клубова (кирилловское направление), Ленинградская улица (петербургское направление) и улица маршала Конева (московское направление). Пошехонское шоссе раньше выводило на тракт до города Пошехонье, однако со временем он потерял своё значение и теперь является дорогой местного значения, ведущей в одно из сёл Вологодского района.

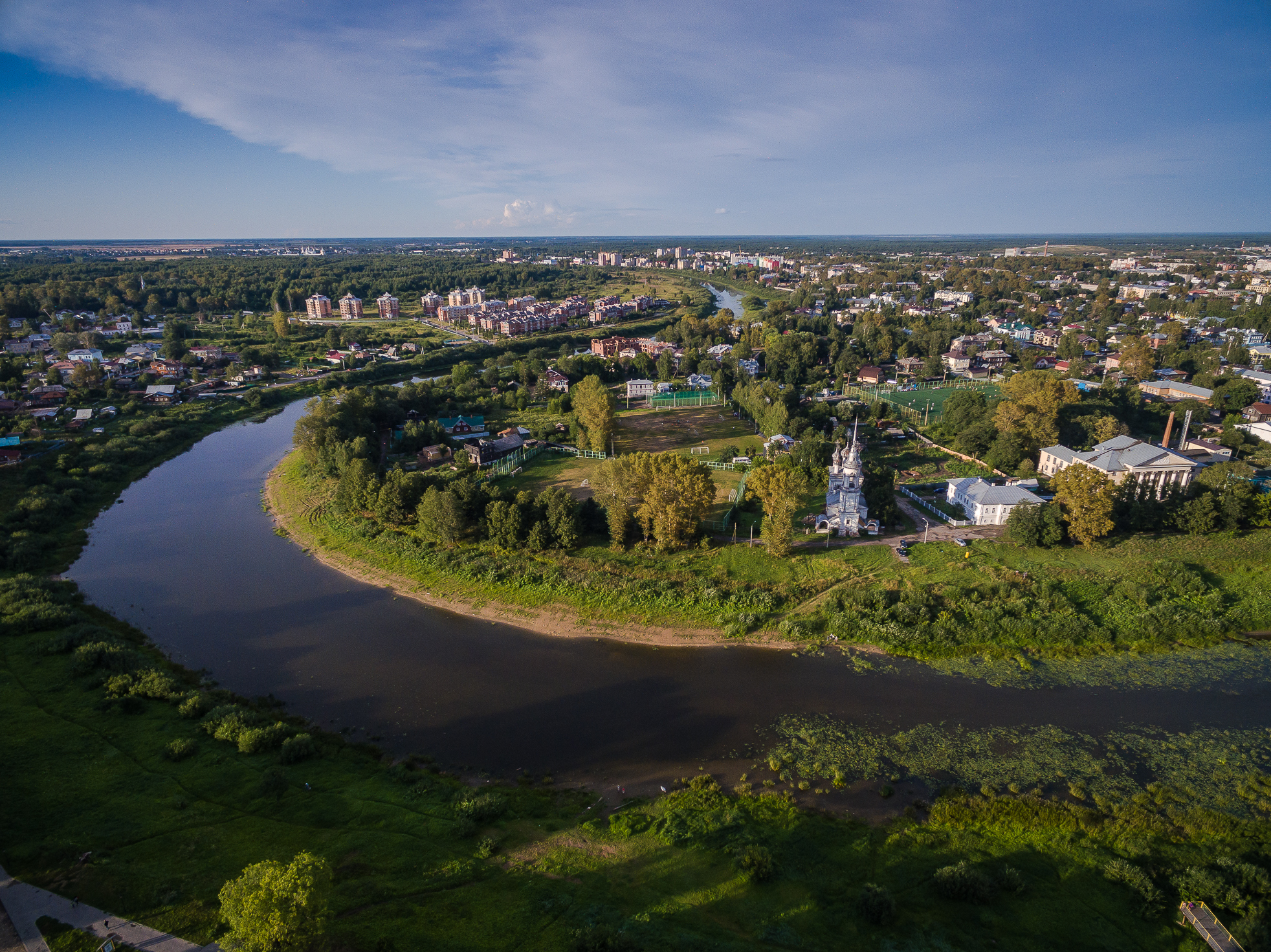
Панорама Вологды

Наиболее старой из сохранившихся до наших дней площадью является Кремлёвская, сформированная после строительства кремля Иваном Грозным.
Единственная пешеходная улица Вологды — Каменный мост. Он же является первым мостом из камня в городе.
Некоторые улицы города названы в честь утраченных географических объектов, находившихся ранее на территории города. Например, Козлёнская улица названа в честь урочища Козлёна и одноимённой слободы. Часть улиц названа в честь церквей, которые находились близ них. Например, Зосимовская улица названа в честь ныне недействующей церкви Зосимы и Савватия.
Значительная часть улиц названа в честь советских государственных и военных деятелей, причём, многие из них не имели непосредственного отношения к городу. К их числу относятся улицы Ленина, Марии Ульяновой, Луначарского, Ильюшина, маршала Конева.
В Вологде нет классической для древних российских городов радиально-кольцевой структуры. Вероятно, изначально она существовала, но была уничтожена при перестройке города после 1782 года.
Одна из улиц города названа в честь побратима Вологды — венгерского города Мишкольц.
В 1913 году в Вологде было 70 улиц, из них 37 имели каменные мостовые на всем протяжении, 8 были частично замощены, 25 имели деревянный настил. Сейчас в городе насчитывается несколько сотен улиц, большинство из них имеет асфальтовое покрытие.
В 1952 году впервые в Вологде на одной из улиц был уложен асфальт. Этой улицей стала улица Сталина (ныне улица Мира).